# Шевченкове (Синельниківський район)
Шевче́нкове (до 1931 — Ковалеве) — село у Синельниківському районі Дніпропетровської області. Входить до складу Дубовиківської сільської громади. Населення становить 601 особа.

## Географія
Село Шевченкове розташоване в центральній частині Синельниківського району. На півдні межує з селищем Чаплине, на сході з селом Свиридове та на заході з селом Краснощокове. По селу протікає пересихаючий струмок з загатою.

## Історія
1909 — дата заснування як села Ковалеве.
7 (20) листопада 1917 року, відповідно до Третього Універсалу Української Центральної Ради, увійшло до складу Української Народної Республіки.
1931 — село Ковалеве перейменоване в село Шевченкове.
За радянських часів на території Шевченкового містилася центральна садиба колгоспу ім. Шевченка, який мав 4413 га орної землі. Було розвинуте рільництво і тваринництво м'ясо-молочного напряму. В роки після Другої Світової війни 18 трудівників колгоспу були відзначені радянськими урядовими нагородами.
До 2020 року орган місцевого самоврядування — Шевченківська сільська рада.
12 червня 2020 року, відповідно до розпорядження Кабінету Міністрів України № 709-р від «Про визначення адміністративних центрів та затвердження територій територіальних громад Дніпропетровської області», увійшло до складу Дубовиківської сільської громади.
19 липня 2020 року, в результаті адміністративно-територіальної реформи та ліквідації Васильківського району, село увійшло до складу новоутвореного Синельниківського району.

## Населення

### Мова
Розподіл населення за рідною мовою за даними перепису 2001 року:
| Мова       | Кількість | Відсоток |
| ---------- | --------- | -------- |
| українська | 568       | 94.51%   |
| російська  | 28        | 4.66%    |
| вірменська | 5         | 0.83%    |
| Усього     | 601       | 100%     |

## Відомі люди
В 1949 році за одержання високих урожаїв люцерни звання Героя Соціалістичної Праці удостоєний А. І. Хлібородов.

## Господарство і побут
Працюють два фермерських господарство.
У Шевченковому є середня загальноосвітня школа, дитячий садочок «Сонечко», ФАП, бібліотека, будинок культури.